# This Is Love
This Is Love är en låt framförd av sångerskan Demy. Låten är skriven och producerad av Romy Papadea, John Ballard och Dimitris Kontopoulos. Den representerade Grekland i den första semifinalen av Eurovision Song Contest 2017, med startnummer 10. Låten kom till final, där den slutade på 19:e plats med 77 poäng.